# Вялиярви
Вялиярви — пресноводное озеро на территории Кестеньгского сельского поселения Лоухского района Республики Карелии.

## Общие сведения
Площадь озера — 1,2 км². Располагается на высоте 269,8 метров над уровнем моря.
Форма озера лопастная, продолговатая: оно более чем на два километра вытянуто с запада на восток. Берега изрезанные, каменисто-песчаные, местами заболоченные.
Из западной оконечности Вялиярви вытекает безымянный водоток, который, протекая через озеро Сяюкяярви, впадает в озеро Хауласелькя, из которого вытекает река Исойоки, сразу пересекая Российско-финляндскую границу. В итоге, проходя по территории Финляндии через ряд проток и озёр, воды Вялиярви попадают в реку Куусинкийоки, впадающую уже снова на территории России в реку Оуланкайоки (в нижнем течении — Оланга), которая в конечном итоге впадает в Пяозеро.
Ближе к западной оконечности озера расположены три острова без названия.
Населённые пункты и автодороги вблизи водоёма отсутствуют.
Код объекта в государственном водном реестре — 02020000411102000000674.